# امنه داتوم اپتیموم

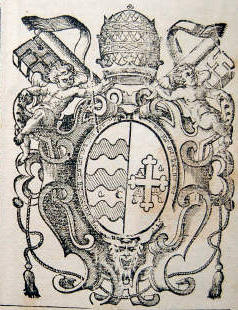
نشان پاپ اینوسنتیوس دوم

اُمْنِه داتوم اُپْتیموم (لاتین: Omne datum optimum؛ هر هدیه عالی) یک حکم از پاپ اینوسنت دوم در سال ۱۱۳۹ از مجموعه احکام پاپی مربوط به قرون وسطی میانه می‌باشد. این حکم که به صورت رسمی و با حمایت پاپ وقت برخوردار بود، مهر تأییدی بر افزایش امتیازات جنگجویان صلیبی فقیر و از جمله شوالیه‌های هیکلِ سلیمان (شوالیه‌های معبد) گذاشت. به‌علاوه این حکم تمامی غنایم به دست آمده از مسلمانان در فتوحات اخیر صلیبیون و فتوحات آینده را از آن بی قید و شرط شوالیه‌ها می‌دانست و آن‌ها را از پرداخت مالیات معاف می‌کرد.

آن چنان‌که در ادامه آمده‌است: 
هر آنچه شما (شوالیه‌ها) از غنایم به دست آورید، به هر نحو که آسوده‌اید،
از آن استفاده کنید، و ما این که ذره ای از آن‌ها را به جبر به کسی بدهید، منع می‌کنیم.
هر چند که این حکم در مقایسه با دیگر احکام پیشین غیر معمول به نظر می‌رسید، ولی توسط حکم پاپ سِلسِتین دوم (شوالیه‌های معبد) در سال ۱۱۴۴ و پاپ اوژِن سوم (سربازان خدا) در سال ۱۱۴۵ دنبال و تکمیل شد که این احکام روی هم رفته حقوق و امتیازات قابل توجهی را برای شوالیه‌های معبد در نظر گرفتند. به غیر از همه این مزایا، شوالیه‌ها آزاد بودند تا کلیساهای مخصوص خویش را بسازند (که هم‌اکنون در سر تا سر اروپا و بعضاً در کشورهای ساحل شرقی مدیترانه پابرجا هستند)، مرده‌های خود را در آن‌ها دفن و سالی یک بار مالیات‌های وضع شده بر اموال شوالیه‌ها را جمع‌آوری کنند. از جمله اعمال آن‌ها می‌توان به ساخت گورستان‌های منحصر به فرد توسط شوالیه‌ها اشاره کرد که بسیار بحث‌برانگیز بودند.